# Талал, Амин
Мохамед Амин Талал (фр. Mohamed Amine Talal; род. 5 июня 1996, Касабланка) — марокканский футболист, полузащитник клуба «Ахмат».

## Карьера

### «Орлеан»
Воспитанник французской академии клуба «Орлеан», к которому футболист присоединился в 2014 году. В июне 0217 года футболист подписал с клубом свой первый профессиональный контракт. Первоначально футболист отправился выступать за вторую команду клуба, за которую дебютировал 19 августа 2017 года в матче против клуба «Этуаль Блю Сен Сир», в чьи ворота также забил дебютные голы, отличившись дублем. За основную команду клуба футболист дебютировал 24 ноября 2017 года в матче против клуба «Клермон», выйдя на замену на 62 минуте. В своём дебютном сезоне за основную команду футболист провёл 3 матча, преимущественно выступая за вторую команду, за которую успел отличился 5 забитыми голами.
Летом 2018 года футболист готовился к сезону с основной командой. Первый матч сыграл 27 июля 2018 года против «Ланса», выйдя на поле в стартовом составе и отыграв все 90 минут. Первым голом в сезоне футболист отличился 22 сентября 2018 года в матче второй команды против клуба «Тур II». На протяжении большей части сезона футболист был вне распоряжении французского клуба. Дебютный гол за основную команду забил 17 мая 2019 года в матче против «Ланса».
В начале следующего сезона летом 2019 года футболист полноценно стал игроком основной команды клуба. Первый матч сыграл 9 августа 2019 года против клуба «Генгам», выйдя на замену на 25 минуте. Первый гол за клуб в сезоне забил в матче Кубка Франции против клуба «Вильмомбл Спортс». На протяжении всего сезона футболист был одним из основных игроков клуба, чередуя матчи в стартовом составе и со скамейки запасных. Закончил сезон вместе с клубом на последнем месте в чемпионате, который был приостановлен из-за Пандемии COVID-19. По итогу футболист вместе с клубом вылетел в третий дивизион.
Новый сезон футболист начал с матча 21 августа 2020 года против клуба «Лаваль», выйдя на поле в стартовом составе. Первый гол в новом сезоне футболист забил 29 сентября 2020 года в матче против клуба «Авранш». На протяжении всего сезона футболист был основным игроком клуба, отличившись 5 забитыми голами и 5 результативными передачами. Вместе с клубом закончил чемпионат на итоговом шестом месте. В августе 2021 года начинал новый сезон в составе «Орлеана».

### «Бастия»
В сентябре 2021 года футболист перешёл в «Бастию». Дебютировал за клуб 18 сентября 2021 года в матче против клуба «Кан», выйдя на поле в стартовом составе. Дебютный гол за клуб забил 8 января 2022 года в матче против клуба «Кевийи Руан». На протяжении всего сезона футболист был одним из основных игроков клуба, вместе с которым закончил сезон на двенадцатом итоговом месте. Сам же футболист успел отличился 3 забитыми голами и результативной передачей в французской Лиге 2. Новый сезон футболист начал с матча 30 июля 2022 года против клуба «Лаваль», выйдя на поле в стартовом составе. Первый гол за клуб в новом сезоне забил 22 октября 2022 года в матче против клуба «Генгам». На протяжении первой половины сезона футболист преимущественно был игроком замены, отличившись за этот период своим единственным забитым голом.

### «Шериф»
В январе 2023 года футболист перешёл в молдавский клуб «Шериф». В феврале 2023 года футболист вместе с клубом отправился на раунд плей-офф Лиги конференций УЕФА. Дебютировал за клуб, а также в рамках еврокубкового турнира, в матче 16 февраля 2023 года против сербского «Партизана». Затем футболист вместе с клубом в рамках 1/8 финала турнира уступил по сумме матчей французской «Ницце». Дебютный матч в молдавской Суперлиге сыграл 13 марта 2023 года против клуба «Бэлць», также отличившись результативной передачей. Дебютный гол за клуб забил 20 мая 2023 года в матче против клуба «Милсами», по итогу которого футболист стал победителем чемпионата. Также вместе с клубом стал обладателем Кубка Молдовы, в финале 28 мая 2023 года в серии пенальти обыграв клуб «Бэлць».
В июле 2023 года футболист вместе с клубом отправился на квалификационные матчи Лиги чемпионов УЕФА. Первый матч сыграл 12 июля 2023 года против румынского «Фарула», выйдя на поле в стартовом составе. В ответном матче 18 июля 2023 года футболист забил свой первый гол в ворота «Фарула». В рамках второго квалификационного раунда футболист вместе с клубом уступил израильскому клубу «Маккаби» Хайфа по сумме матчей и выбыл в Лигу Европы УЕФА. Сам же футболист в обоих матчах отличился по забитом голу. Первый матч в молдавском чемпионате сыграл 6 августа 2023 года против клуба «Петрокуб». В следующем матче 13 августа 2023 года против клуба «Спартаний» забил первый гол в чемпионате. Первый матч в групповом этапе Лиги Европы УЕФА сыграл 21 сентября 2023 года против итальянской «Ромы». По итогу группового этапа Лиги Европы УЕФА футболист вместе с клубом занял итоговое последнее место и завершил своё выступление на еврокубковом турнире. За первую половину сезона футболист отличился 11 забитыми голами и 2 результативными передачами во всех турнирах.

### «Ахмат»
В феврале 2024 года футболист перешёл в российский клуб «Ахмат», подписав контракт до конца июня 2026 года.

## Достижения
«Шериф»
- Чемпион Молдавии: 2022/23
- Обладатель Кубка Молдавии: 2022/23